# Румяна Стефанова
Румяна Стефанова е българска състезателка по художествена гимнастика.

## Биография
Родена е на 11 август 1949 г. във Варна. Член е на националния отбор на страната. Като състезателка в столичния клуб „ЦСКА“ е завоювала много медали от европейски и световни първенства. Участничка е в 4 световни шампионата, носителка на 2 златни медала от ансамбловите съчетания на световните първенства във Варна и Хавана и бронзов медал от Копенхаген. Победителка е и в разни републикански и международни турнири.
Загива в самолетната катастрофа заедно с Жулиета Шишманова и девойките от националния отбор по художествена гимнастика, в това число Албена Петрова, на 16 март 1978 г. на път за международния турнир в Полша.
Ежегодно във Варна се провежда турнир, на име „Руми и Албена“, организиран в памет на Румяна Стефанова и Албена Петрова. Издадена е и книга с автор Красимира Алексиева-Петерман, посветена на нея и нейния живот в художествената гимнастика: „Румяна Стефанова – светла диря в съзвездието на българската художествена гимнастика“. Тя е портрет на една от най-талантливите и популярни варненски спортистки в сферата на художествената гимнастика.

## Постижения
Медали от световни първенства:
- златни – 2 броя

- бронзов – 1 брой

## Смърт
По официални данни ТУ-134 с редовен полет София – Варшава се разбива в 13,52 ч. край врачанското село Тлачене. Загиват всичките 73 души на борда. Там намират смъртта си треньорката на националния отбор по художествена гимнастика Жулиета Шишманова, нейната помощничка Румяна Стефанова и техните момичета. Няколко години по-късно със средства на близки и роднини на загиналите близо до мястото на трагедията е изграден първият в страната паметник на жертвите на самолетна катастрофа.
От 1990 г. започва ходенето по мъките на родителите, които пишат писма до всички възможни инстанции, за да се установят причините за мистериозната катастрофа. Дори опитите на комисията по човешките права към Великото народно събрание били напразни. Според официалната версия „никой не е оцелял, самолетът се е разбил вследствие на повреда в електрозахранването“.
На мястото на катастрофата по огледа са били открити документи на човек, който изобщо не е пътувал с този самолет, но и този факт остава без обяснение. Пътническият самолет нямал седалки, твърдят селяните, чистили по-късно местността. Открили много дрехи, части от детски велосипеди, писма, мартеници... Но не намерили и парченце от седалка! Това изглеждало доста странно за пътнически лайнер със 73-ма души на борда.
Самолетът рязко се отклонил от курса и сменил посоката, коментират от кулата. Ту-134 рязко отцепил на запад и изчезнал от локаторите на ръководителите на полета в София. Те си спомнят, че това станало изключително ненадейно. На височина 4900 м шефът на екипа им забелязал, че возилото изведнъж се насочило право на запад. Той наредил на екипажа веднага да доложи курса си. Отговор не получил... Допуска се възможността самолетът и пасажерите да са станали жертва на терористичен акт. Дали в него е било поставено взривно устройство, или внезапно е загубил височина поради схватка между екипажа и терористи, е пълна загадка. Факт е обаче, че пистолетите на двамата пилоти липсвали. Необяснимо защо командирът Йордан Йорданов по това време не е бил в кабината, а в пътническия салон.